# Deretaphrus xanthorrhoeae
Deretaphrus xanthorrhoeae is een keversoort uit de familie knotshoutkevers (Bothrideridae). De wetenschappelijke naam van de soort werd in 1898 gepubliceerd door Arthur Mills Lea.